# Jambischer Vierheber
Der jambische Vierheber (auch steigender Viertakter) ist in der Verslehre der Sprachen mit akzentuierendem Versprinzip wie dem Deutschen ein aus vier jambischen Versfüßen bestehendes Versmaß. Er zählt nach dem jambischen Fünfheber in diesen Sprachen zu den verbreitetsten Versformen.
Das Schema ist in metrischer Notation
◡—ˌ◡—ˌ◡—ˌ◡—
und in hyperkatalektisch verlängerter Form:
◡—ˌ◡—ˌ◡—ˌ◡—ˌ◡
Dieses Versmaß wird in zahlreichen literaturgeschichtlich wichtigen und bis in die Moderne beliebten Strophenformen verwendet. Zu diesen zählen:
- Ambrosianische Hymnenstrophe
- Otfridstrophe
- Vagantenstrophe
- Lindenschmidstrophe
- Schweifreimstrophe
- Lutherstrophe